# Max Sabbatani
Pour les articles homonymes, voir Sabbatini.
Max Sabbatani, né le 4 août 1975 à Forlì, est un pilote de Grand Prix moto italien.